# El derecho de nacer (telenovela de 1965)
El derecho de nacer es una telenovela venezolana realizada por la cadena RCTV entre los años 1965 y 1967. Basada en la radionovela cubana del mismo nombre, original de Félix B. Caignet, producida por Martin R. Reynolds, es considerada el primer gran éxito de la historia de la telenovela venezolana, y una de las telenovelas más exitosas de los años 60s. Estuvo protagonizada por Raúl Amundaray y Conchita Obach.
Fue la primera telenovela venezolana de transmisión diaria en tener capítulos de 1 hora. Obtuvo el récord a la telenovela venezolana con la transmisión más larga (2 años, 2 meses, 8 días, 2 horas), Cada capítulo de la novela se convertía en un acontecimiento diario y los vecinos que aún no tenían un televisor en su casa acudían a otra cual devotos para no perderse un "interesante episodio" de la novela del momento. Fue tal el fenómeno de sintonía y aceptación que el personaje de Albertico Limonta que interpretó Raúl Amundaray lo catapultó como una leyenda de la actuación.

## Trama
Una joven acude a ver al doctor Alberto Limonta, para que le practique un aborto, ya que no quiere tener a su hijo, pero el doctor, para impedir esto empieza a contar su historia, la cual recae en la familia Del Junco, una de las familias más acaudaladas de Caracas. Está integrada por Don Rafael, el estricto patriarca, su esposa Clemencia, una mujer abnegada, y sus hijas, María Elena y Matilde, quienes están al cuidado de María Dolores, su nana, que es una mujer de color. María Elena sostiene un romance con Alfredo Martínez, y resulta embarazada, razón por la cual la abandona. Al enterarse su padre sobre el embarazo reacciona con furia y poco tiempo después y para que a María Elena no la vean encinta, la aparta a una propiedad que tiene lejos de la ciudad, junto con su nana. Después nace su hijo, pero Rafael le da órdenes a Bruno, el capataz, de que mate al recién nacido. Una noche Bruno se lleva lejos al bebé de Maria Elena para obedecer el mandato de Don Rafael, pero de repente llega María Dolores para impedir ese acto tan ruin. Tanto Bruno como María Dolores tienen que tomar una decisión drástica, pues para que Don Rafael no sepa que el bebé sigue vivo, María Dolores huye con el niño y Bruno mata a un animal y presenta el machete ensangrentado para hecer creer a Rafael que cumplió con el cometido y de paso le avisa a María Elena sobre el malvado plan de su padre, así como el que María Dolores se llevó a su hijo para salvarlo. María Elena reacciona muy mal y culpa a su padre por no estar con su hijo. Pasa un tiempo y el matrimonio del Junco celebra su aniversario de bodas en una celebración donde María Elena conoce a Jorge Luis Armenteros, un hombre adinerado que se interesará en ella, pero que se sorprende cuando María Elena le confiesa que tuvo un hijo, y poco tiempo después decide entrar de religiosa a un convento. Mientras tanto Albertico vive feliz al lado de María Dolores, quien le dio su apellido, Limonta. Jorge Luis Armenteros conoce a Albertico y por los buenos valores que demuestra el niño este le financia sus estudios de medicina. Pasan los años y María Elena vive muy triste por su hijo y Albertico se convierte en un importante médico. Años después llega de Estados Unidos la nieta de Don Rafael (Isabel Cristina del Junco), hija de Matilde. Esa noche debido a una tormenta Don Rafael sufre un accidente automovilístico, y es llevado al hospital donde Albertico trabaja como doctor, quien le dona su sangre a Don Rafael. Albertico se convierte en el médico personal de Don Rafael, de esta manera conoce a Isabel Cristina, de quien se enamora. Sin embargo, su amor tendrá que pasar por varias dificultades antes de ser felices.

## Elenco
- Raúl Amundaray ... Alberto "Albertico" Limonta
- Conchita Obach ... Isabel Cristina Castillo del Junco
- Agustina Martín ... María Elena del Junco/Sor Elena
- Rafael Briceño ... Jorge Luis Armenteros
- Andrés Olías ... Don Rafael del Junco
- Amalia Pérez Díaz ... Doña Clemencia del Junco
- Zulma Sady ... María Dolores Limonta "Mamá Dolores"
- María Teresa Acosta
- Ana Castell
- Eva Blanco ... Matilde del Junco
- Dante Carle
- Luis Calderón
- Guillermo González
- Manuel Poblete
- Mirtha Pérez ... Engracia
- Carmen Victoria Pérez
- Henry Salvat
- Ninón Racca
- Pierina España ... María del Mar

## Versiones

### Televisión
- El derecho de nacer, Telenovela realizada en el año 1958 por Canal 6 CMQ TV.

- El derecho de nacer, Telenovela realizada en el año 1959. Fue protagonizada por Helena Montalbán y Braulio Castillo.

- El derecho de nacer, Telenovela realizada en el año 1961 por TeleTortuga Canal 4 (actualmente RTS).

- El derecho de nacer, Telenovela realizada en el año 1962 por Canal 9 TV. Producida por Paul Delfín y protagonizada Albertico Limonta y Ofelia Woloshin.

- O direito de nascer, Telenovela realizada en el año 1964 por Rede Tupi. Fue protagonizada por Amilton Fernandes y Nathalia Timberg.

- El derecho de nacer, Telenovela realizada en el año 1966 por Televisa, fue producida por Ernesto Alonso y protagonizada por María Rivas y Enrique Rambal.

- O direito de nascer, Telenovela realizada en el año 1978 por Rede Tupi. Fue protagonizada por Eva Wilma y Carlos Alberto Strazzer.

- El derecho de nacer, Telenovela realizada en el año 1981 por Televisa, fue producida por Ernesto Alonso y protagonizada por  Verónica Castro y Salvador Pineda.

- De su misma sangre, Telenovela realizada en el año 1982 por RCTV, fue protagonizada por Tatiana Capote y Carlos Olivier.

- O direito de nascer, Telenovela realizada en el año 2001 por SBT. Fue protagonizada por Guilhermina Guinle y Jorge Pontual.

- El derecho de nacer, Telenovela realizada en el año 2001 por Televisa, fue producida por Carlos Sotomayor y protagonizada por Kate del Castillo y Saúl Lisazo.

### Cine
- El derecho de nacer, película realizada en el año 1952, fue dirigida por Zacarías Gómez Urquiza y protagonizada por Jorge Mistral y Gloria Marín.

- El derecho de nacer, película realizada en el año 1965, dirigida por Tito Davison y protagonizada por Aurora Bautista y Julio Alemán.

### Radio
- El derecho de nacer, radionavela realizada en el año 1948 por CMQ, escrita por Félix B. Caignet y protagonizada por María Valero (sustituida después de su fallecimiento por Minin Bujones) y Carlos Badia.